# Musica latina

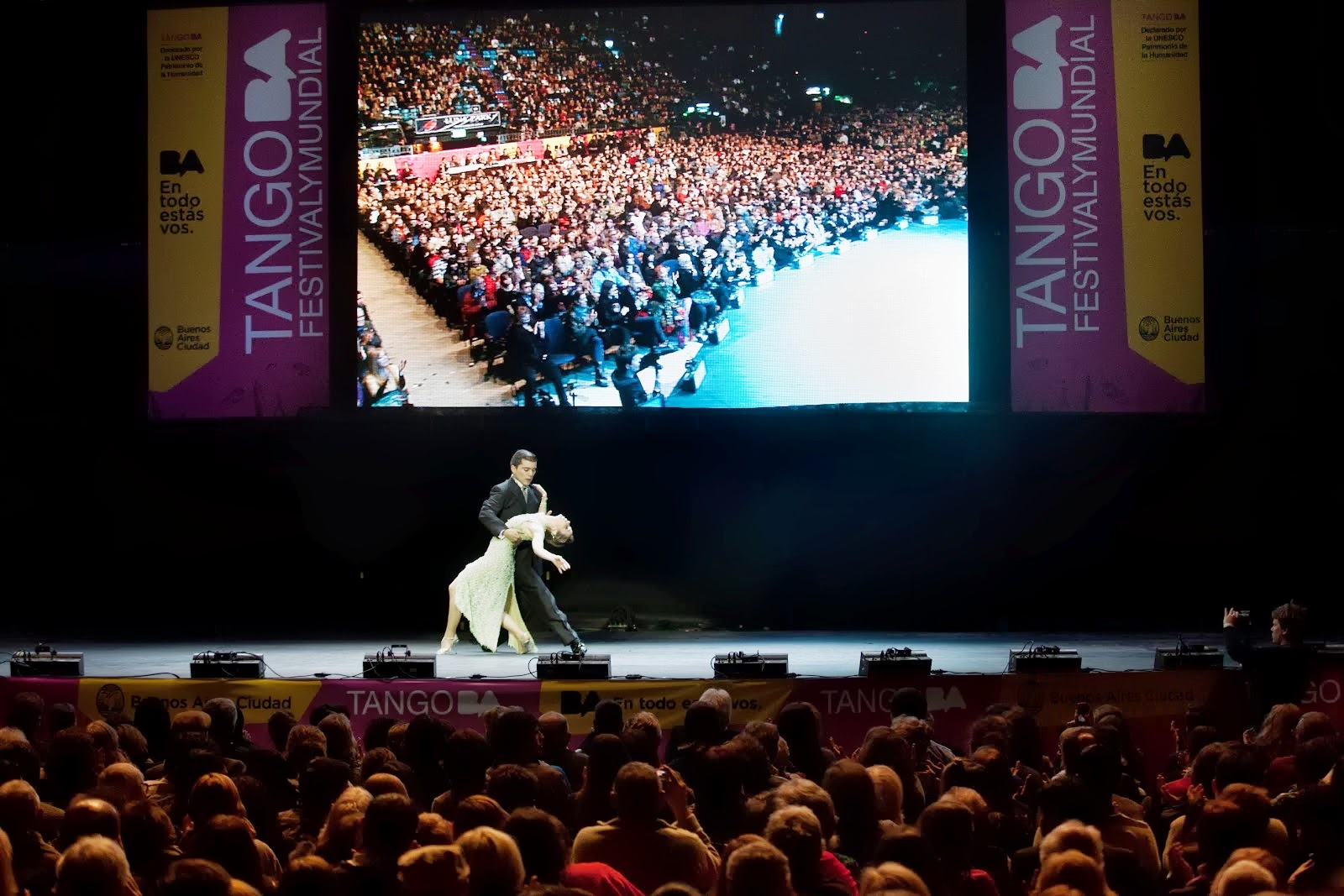
Tango

Con musica latina o latino-americana, a partire dagli anni cinquanta negli USA, sono state indicate quelle forme musicali tipiche dell'America Latina. Si faceva così una separazione tra gli stili più tipicamente di origine afroamericana e quelli invece caratteristici dell'America Latina.
Si considera come facente parte della musica latina, così, un gran numero di generi: jive, rumba, cha cha cha, samba, paso doble e salsa.
Data l'enormità della produzione che la definizione di musica latina comprende, è difficile stabilire quali siano i caratteri comuni di generi tanto diversi.
In generale, però, la musica latina utilizza molto ampiamente la chitarra, particolarmente acustica: questo strumento, non a caso, fu portato dagli arabi in Europa per la prima volta in Spagna.
Oltre a questo vi è una forte attenzione ed una notevole ricercatezza nella composizione delle melodie, che hanno una grande importanza.
La maggiore differenza rispetto alla musica afroamericana risiede però nei ritmi, che sono molto meno serrati nel caso della musica latina, la quale, tra l'altro, prevede strumenti a percussione assolutamente peculiari come le congas. Il fatto che si contrapponga la musica ispanoamericana con quella afroamericana non deve far pensare che la prima non sia influenzata dalla seconda: molti generi sono una rielaborazione dei canoni nordamericani in chiave latina.
I generi che riscuotono maggior successo al di fuori dei confini di provenienza sono in genere le musiche che possono essere ballate più agevolmente, perciò adatte ad ogni circostanza e ad ogni età, come samba, rumba o cha cha cha.